# Roller Coaster DataBase
Roller Coaster DataBase (RCDB) är en omfattande databas som innefattar berg- och dalbanor och nöjesparker. RCDB startades 1996 av Duane Marden som fortfarande driver hemsidan (2012). Hemsidan är tillgänglig på ett tiotal olika språk, däribland svenska.
Varje berg- och dalbana presenteras med bland annat följande information i databasen: vilken nöjespark attraktionen för närvarande befinner sig i, typ av berg- och dalbana, status (i drift eller skrotad), invigningsdatum, märke/modell, kostnad, kapacitet, längd, höjd, fallhöjd, antal loopar, hastighet, varaktighet, maximala vertikala vinkeln, tåginformation samt andra speciella noteringar.
Hemsidan delar in berg- och dalbanorna i olika kategorier såsom de högsta banorna, de snabbaste banorna, de banor med flest loopar, de parker med bergbanor med flest inversioner etc. Listorna är sorteringsbara efter material; stål, trä eller båda. Hemsidan inkluderar även en kortare historik om vissa berg- och dalbanor och nöjesparker.